# طائر الجنة الأحمر
طائر الجنة الأحمر أو طائر الفردوس الأحمر (الاسم العلمي Paradisaea rubra)، طائر من جنس طائر الفردوس وفصيلة الفردوسيات. طوله نحو 33 سم. موطنه إندونيسيا في جزيرة وايجيو وجزيرة باتانتا وجزر راجا أمبات، ومقاطعة بابوا الغربية. موائله الطبيعية الغابات المطيرة المنخفضة.